# Escou
Escou é uma comuna francesa na região administrativa da Nova Aquitânia, no departamento dos Pirenéus Atlânticos. Estende-se por uma área de 6,24 km². Em 2010 a comuna tinha 430 habitantes (densidade: 68,9 hab./km²).